# Bebeto Castilho
Bebeto Castilho (eigentlich Adalberto José de Castilho e Souza, * 13. April 1939 in Rio de Janeiro; † 10. März 2023 ebendort) war ein brasilianischer Jazzmusiker (Saxophon, Kontrabass, Flöte, Perkussion, Gesang, Komposition).

## Leben und Wirken
Castilho begann als Sohn einer Pianistin mit neun Jahren Flöte, mit zwölf Klarinette und mit 16 Jahren Altsaxophon zu spielen. Später lernte er auch Tenor- und Bariton-Saxophon sowie Congas und Percussion. Des Weiteren erhielt er eine musikalische Ausbildung im Tanz sowie in den Choro-Kreisen.
Seine Karriere als Musiker begann 1955 als Mitglied des Ensembles von Ed Lincoln, wo er auch als Bassist auftrat. Er war dann Teil des Conjunto Bossa Nova, dann sowohl als Mitglied des Tamba Trio als auch mit Tamba 4, mit letzteren beiden Gruppen mit zahlreichen Alben auf Labels wie Philips, Elenco, Forma, RCA Victor, A&M, CTI und Orfeon. Im Laufe seiner Karriere arbeitete er u. a. mit Antônio Carlos Jobim, Milton Nascimento, Sérgio Mendes (auf dessen erstem Album Dance Moderno), Jonas Silva, Carlos Lyra, Ana Margarida, Luiz Eça, dem Quarteto em Cy, Chico Buarque, Eumir Deodato, João Bosco, Arnoldo Medeiros, Edson Frederico, Sebastião Tapajos und Mário Negrão. 1975 und 2005 spielte er Alben unter eigenem Namen ein.